# Dioon mejiae
Dioon mejiae är en kärlväxtart som beskrevs av Paul Carpenter Standley och Louis Otho Otto Williams. Dioon mejiae ingår i släktet Dioon och familjen Zamiaceae. IUCN kategoriserar arten globalt som livskraftig. Inga underarter finns listade i Catalogue of Life.

## Bildgalleri

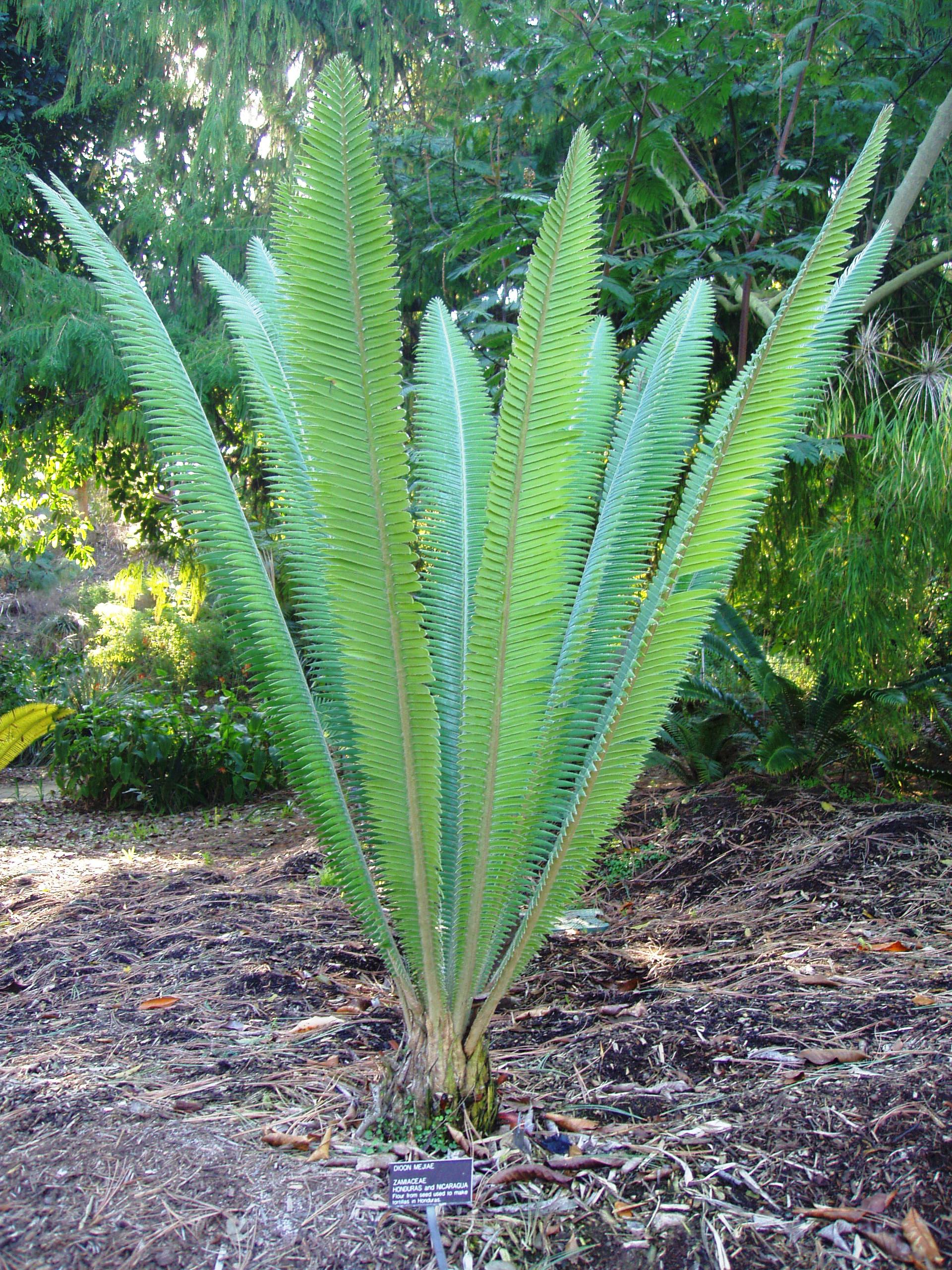
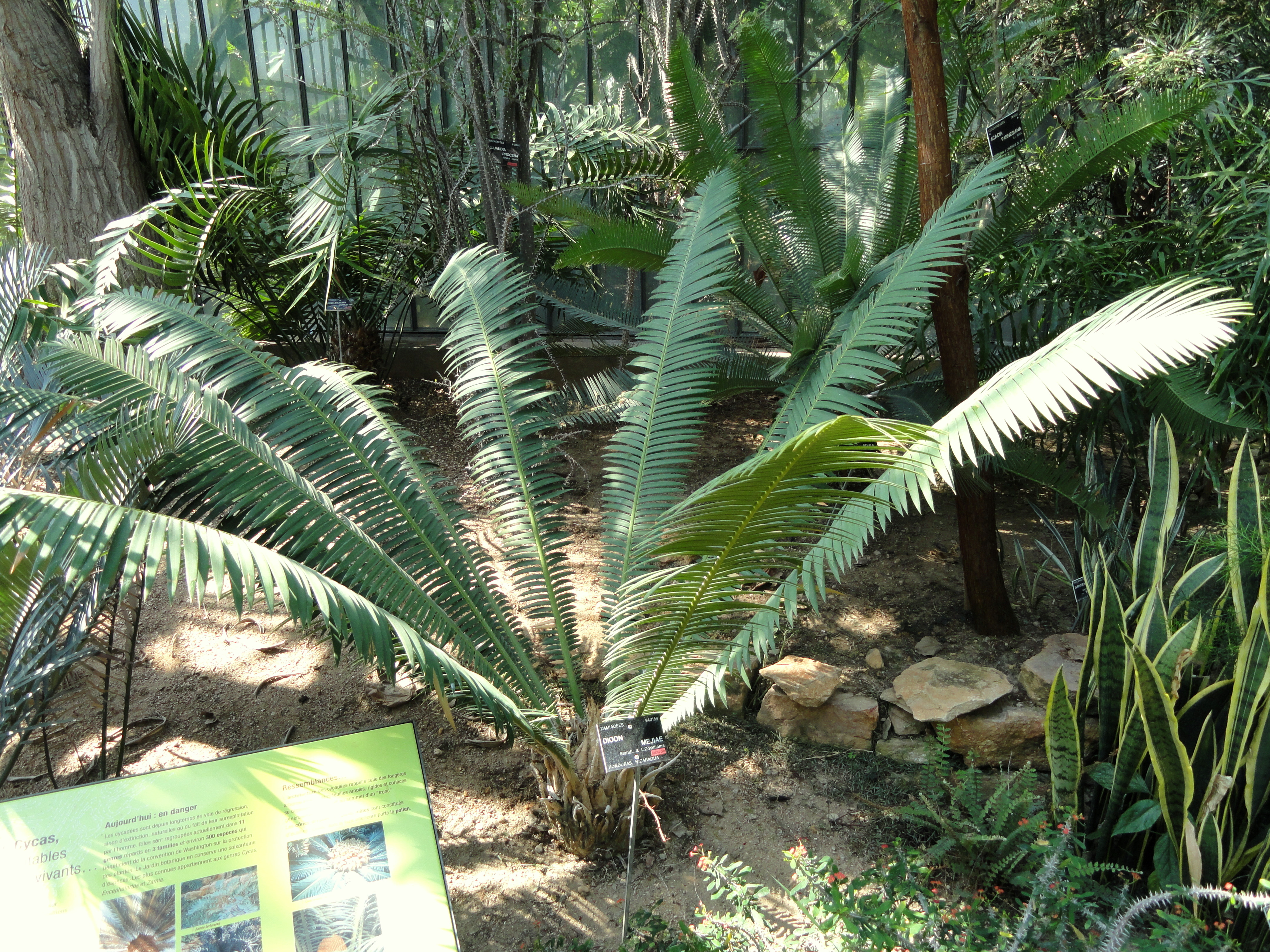
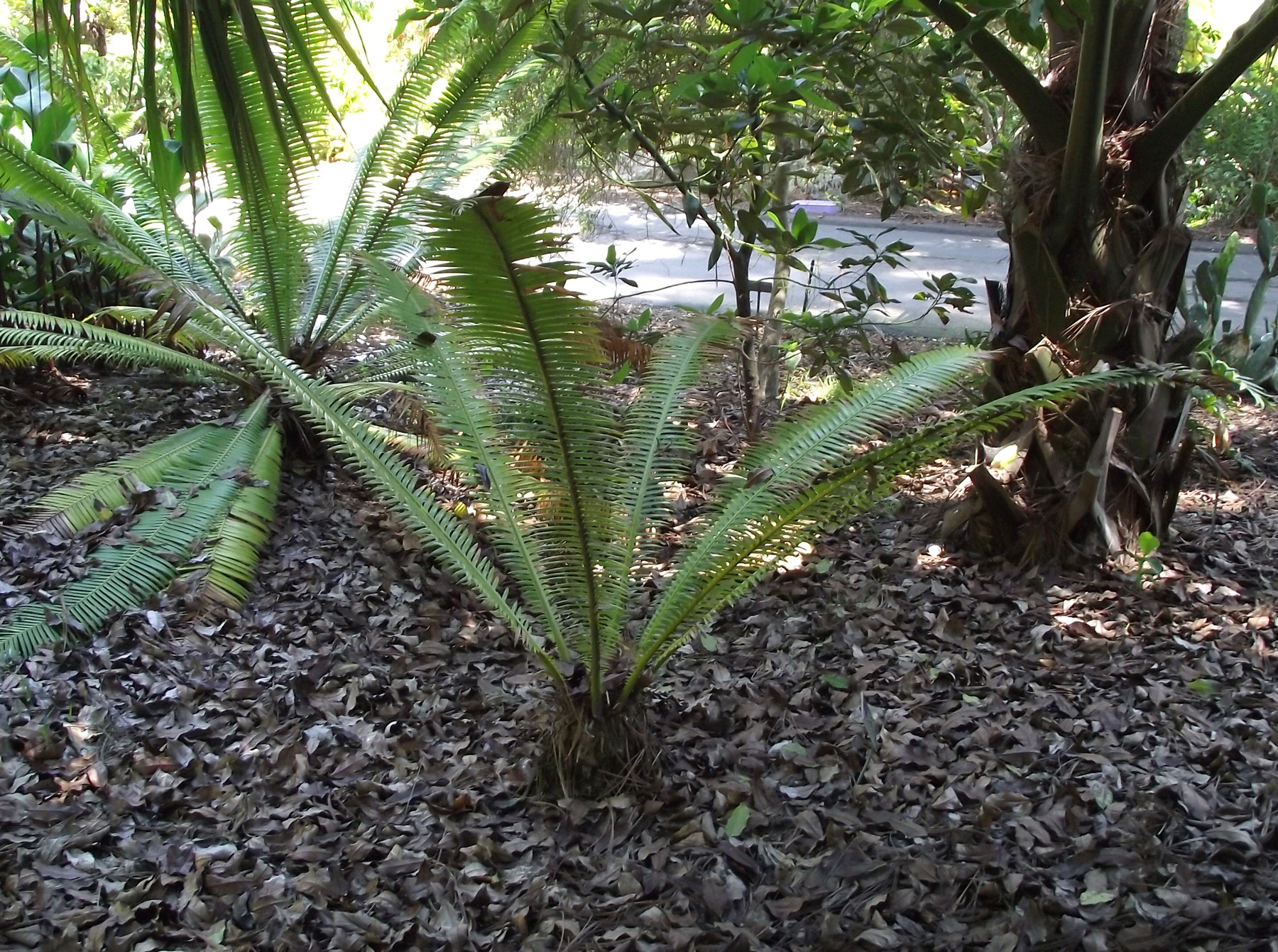